# Sibundoy (kommun)
Sibundoy är en kommun i Colombia.   Den ligger i departementet Putumayo, i den sydvästra delen av landet, 500 km sydväst om huvudstaden Bogotá. Antalet invånare är 13 270.